# ファン・ゲント級駆逐艦
| ピート・ハイン級（ファン・ゲント級）駆逐艦 | ピート・ハイン級（ファン・ゲント級）駆逐艦 |
| ------------------------------------------ | --- |
| 「ファン・ゲント」。                       | |
| 艦級概観                                   | |
| 艦種                                       | 駆逐艦 |
| 艦名                                       | 人名 |
| 前級                                       | ウォルフ級駆逐艦 |
| 次級                                       | ヴァン・ガレン級駆逐艦 |
| 性能諸元                                   | |
| 排水量                                     | 基準：1,316トン 満載：1,640トン |
| 全長                                       | 98.1m 93.5m（水線長） |
| 全幅                                       | 9.5m |
| 吃水                                       | 2.97m |
| 機関                                       | ヤーロー式重油専焼三胴型水管缶3基 +パーソンズ式ギヤード・タービン2基2軸推進                                                                                                   |
| 最大 出力                                  | 31,000hp |
| 最大 速力                                  | 36ノット |
| 航続 距離                                  | 15ノット/3,200海里（重油：300トン） |
| 乗員                                       | 129名 |
| 兵装                                       | ボフォース 1924年型 12cm（45口径）単装速射砲4基 ボフォース 7.5cm（-口径）単装高角砲2基 ブローニング 12.7mm（-口径）単装機銃4基 53.3cm三連装魚雷発射管2基 機雷24発&投下軌条2基 |
| 航空 兵装                                  | 水上機1機 |

ファン・ゲント級駆逐艦(HNLMS Van Ghent class Destroyer）もしくはピート・ハイン級駆逐艦 (HNLMS Piet Hein class Destroyer）はオランダ海軍が第一次世界大戦後に建造した駆逐艦の艦級である。

## 概要
本級と改良型のヴァン・ガレン級を合わせてアドミラーレン級（Admiralenklasse）とする資料もある。

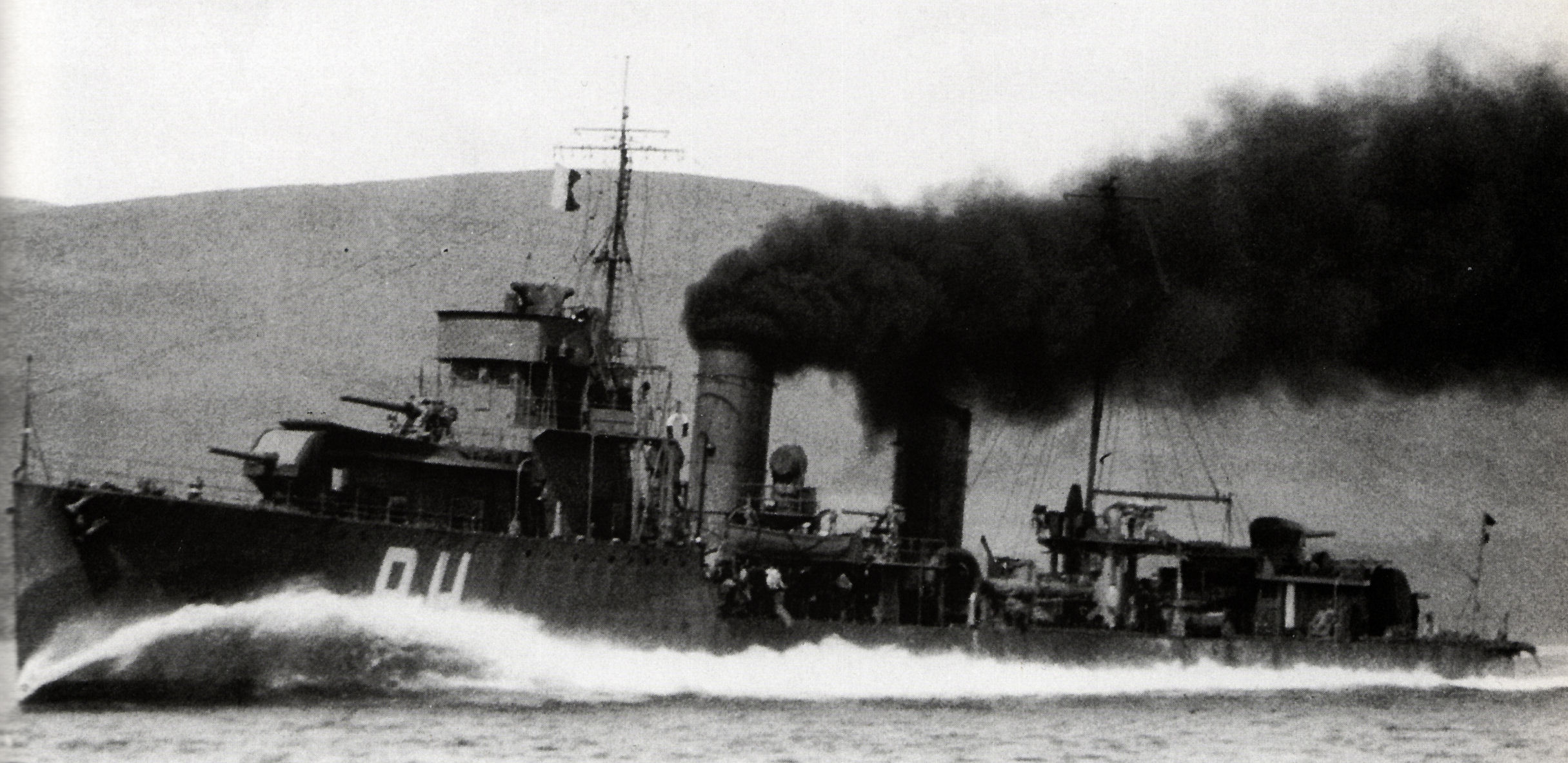
公試中の「ピート・ハイン」。

オランダ海軍では1910年代に就役した排水量450ｔのウォルフ級駆逐艦を長らく使用していた。第一次世界大戦後オランダは長らく海軍拡張を行わなかったが1920年代になると代替に踏み切り、ヤーロー社の設計によるものをオランダ国内で建造することになった。
主砲はボフォース1924式50口径12cm速射砲を単装で前後二基。一番砲と四番砲のみシールド付き砲塔となっていた。
測距儀は艦橋上部と中部甲板室上左舷寄りに各一基。対空装備として7.6cm高射砲2門を両煙突間の砲座に設置した他対空機銃四基を搭載した。
水雷装備は三連装53.3cm魚雷発射管2基と機雷24発を搭載した。
本級の特異な特徴としては水上偵察機の搭載で、後部魚雷発射管の上に甲板を設置し、主檣にデリックを取りつけて運用した。これにより主檣を中部甲板に設置する必要が生じたため、探深灯を全部煙突両脇に設置している。搭載機はフォッカーC.VII-W水上機一機。なお不便だったのか太平洋戦争前に航空装備は撤去された。

## 同型艦
- ファン・ゲント（Van Ghent）

オランダ、デ・シェルデ造船所にて1925年8月28日起工、1926年10月23日進水、1928年5月31日にデ・ロイテル（De Ruyter）として竣役。1934年10月1日に新造の巡洋艦に名前を譲りファン・ゲントと改名。第二次世界大戦時、オランダ東洋艦隊に所属。1942年2月15日チラチャップ港沖で座礁、乗組員と僚艦のバンケルトにより破壊処分。
- エヴェルトセン（Evertsen）

オランダ、Burgerhout造船所にて1925年8月5日起工、1926年12月29日進水、1928年5月31日竣役。第二次世界大戦時、オランダ東洋艦隊に所属。1942年2月28日日本海軍の駆逐艦叢雲、白雲と交戦し損傷。3月1日セプク・ペサール島の海岸に擱座。
- コルテノール（Kortenaer）

オランダ、Burgerhout造船所にて1925年8月24日起工、1927年6月30日進水、1928年9月3日竣役。第二次世界大戦時、オランダ東洋艦隊に所属。1942年2月27日にスラバヤ沖海戦で日本海軍の重巡洋艦羽黒の雷撃により撃沈。
- ピート・ハイン（Piet Hein）

オランダ、Burgerhout造船所にて1925年8月16日起工、1927年4月2日進水、1928年1月25日竣役。第二次世界大戦時、オランダ東洋艦隊に所属。1942年2月19日にバドゥン海峡で日本艦隊と交戦し沈没。